# Thalía Álvarez
Thalía Álvarez Carvallo (Quito, 22 de julio de 1962-Quito, 22 de marzo de 2011) fue una antropóloga y activista feminista ecuatoriana. Fue parte de organizaciones como el Proyecto Transgénero y Corporación Humanas Ecuador, de la que fue cofundadora, además de ser una de las primeras mujeres abiertamente lesbianas en ser candidatas a un cargo de elección popular.
Tras su muerte en 2011, su pareja, la activista Janneth Peña, logró que el Instituto Ecuatoriano de Seguridad Social aceptara otorgarle los beneficios de pensión de viudez de Álvarez, lo que marcó un hito para las parejas ecuatorianas del mismo sexo al ser la primera en lograrlo.

## Trayectoria
En 2002 se unió la organización Proyecto Transgénero, donde apoyó el proceso de creación de la Casa Trans. Dentro de esta organización fue además profesora de activismo transfeminista.
Dentro del activismo feminista, en 2005 fundó junto a otras mujeres la Corporación Humanas Ecuador. También trabajó en varios proyectos con el Centro Ecuatoriano para la Promoción y Acción de la Mujer sobre salud sexual y reproductiva y fue parte de Ecuador Adolescente hasta 2007.
Para las elecciones a la Asamblea Constituyente de Ecuador de 2007, fue candidata a asambleísta por la alianza entre los movimientos Alfaro Vive ¡Carajo! y Pachakutik, como representante de las poblaciones lésbicas, lo que la convirtió en una de las primeras personas abiertamente LGBT en postularse a un cargo de elección popular en el país. Durante el trabajo de la Asamblea Constituyente, fue una de las personas LGBT que actuaron como asesoras en la elaboración del texto constitucional, junto a activistas como Elizabeth Vásquez y Sandra Álvarez. Específicamente, Thalía Álvarez fue asesora de la asambleísta María Augusta Calle en la mesa de Derechos de las y los Trabajadores.

## Fallecimiento
Falleció el 22 de marzo de 2011, en Quito; debido a un cáncer de páncreas. Su pareja sentimental, la activista Janneth Peña, a quien Álvarez había conocido en 2005 y con quien registró una unión de hecho en 2010, tuvo dificultades para realizar los trámites para poder cremarla debido a los prejuicios por ser una pareja lésbica, entre ellos durante el retiro de su cadáver de la morgue y la firma de autorizaciones familiares en la funeraria.
En agosto de 2011, Peña solicitó al Instituto Ecuatoriano de Seguridad Social (IESS) la pensión de montepío y cesantía que le correspondía por tener una unión de hecho con Álvarez. Luego de un proceso de meses en que recibió varias negativas, el 14 de diciembre del mismo año, se anunció que Peña recibiría estos beneficios, lo que constituyó la primera vez en la historia del país que una pareja del mismo sexo recibía este reconocimiento. Producto del caso, el IEES anunció que a partir de ese momento, otras parejas del mismo sexo podrían acogerse al mismo beneficio.